# Pozsonyi Zoltán
Pozsonyi Zoltán (1914–1986) Kossuth-díjas kőműves, a Magyar Gyárépítési Nemzeti Vállalat, majd a Középülettervező Vállalat dolgozója, sztahanovista.

## Élete
1949-ben a Magyar Munka Érdemrend ezüst fokozatával díjazták. 1950-ben – munkatársával, Fábik Józseffel megosztva – megkapta a Kossuth-díj arany fokozatát, az indoklás szerint „a gyorsfalazás terén több mint 2000 százalékos teljesítményéért”. 1970-ben a Felszabadulási Jubileumi Emlékéremmel ismerték el.
Részt vett a sztahanovista mozgalomban. Kiemelték, 1950-ben propagandafüzettel népszerűsítették, 1948 és 1953 között a Szabad Nép című napilap munkaversennyel kapcsolatos cikkeiben 26 alkalommal szerepelt.